# Mon comeback
Pour les articles homonymes, voir Comeback.
Mon comeback (The Comeback) est une série télévisée américaine en 21 épisodes d'environ 30 minutes créée par Lisa Kudrow et Michael Patrick King. La première saison a été diffusée entre le 5 juin et le 4 septembre 2005, et la deuxième saison du 9 novembre au 28 décembre 2014 sur HBO, et la troisième saison sera diffusée en 2026.
En France, elle a été diffusée à partir du 12 mai 2006 sur Jimmy. Elle reste inédite dans les autres pays francophones.

## Synopsis
Créé par Lisa Kudrow (Friends) et le producteur exécutif de Sex and the City, Michael Patrick King, Mon comeback relate les aventures d'une femme qui essaye de gérer sa vie improvisée sur le terrain miné qu'est la télévision. Brusquement "réel" et ridiculement surréaliste, c'est un monde où la réussite et l'échec sont souvent déterminés par l'âge, l'apparence, et (peut-être plus rarement) par pure détermination.
Lisa Kudrow est Valerie Cherish, une ancienne star de sitcom défraîchie et si désespérée que pour relancer sa carrière elle accepte d'être le centre d'une émission de télé-réalité nommée The Comeback. Une émission qui suit tous ses faits et gestes alors qu'elle tente de décrocher un rôle dans une nouvelle série dont le thème est "quatre célibataires sexy dans un immeuble en copropriété". The Comeback lève le rideau sur les brutales hilarités de la télé-réalité, la folie des sitcoms, et les tentatives comiques d'une actrice de la quarantaine à lutter pour ressusciter sa carrière et contrôler sa vie personnelle – tout ça sous l'œil impardonnable de la caméra. 
Dans le sillage de Valerie, on retrouve son mari Mark (Damian Young) et sa femme de ménage Esperanza (Lillian Hurst), qui sont très mal à l'aise à l'idée de partager leur vie sous l'œil voyeur des caméras. Heureusement, il y a Mickey (Robert Michael Morris), le coiffeur jovial de Valerie, qui lui est heureux de tout exagérer ("Je suis prêt pour mes gros plans, M. DeMille" il glousse devant l'objectif de la caméra qui l'accueille à la porte de Valerie) – c'est-à-dire quand il ne s'inquiète pas de son assurance maladie. Sur le plateau de sa nouvelle série, Valérie est accompagnée (lorsqu'ils ne s'éclipsent pas) "des gamins", quatre jeunes célibataires à peine habillés qui étaient encore à l'école à l'époque où elle jouait dans sa série très réussie I'm It! Jane (Laura Silverman) saisit tout ce qu'elle peut pour les caméras, elle est la remarquable productrice de l'émission de télé-réalité et se dispute avec Valerie qui a du mal à contrôler les chroniques sur les coulisses de sa vie rendue publique. 
Une série dans une série, The Comeback tente de proposer un regard original et opportun sur les humeurs et les humiliations qui accompagnent souvent la poursuite acharnée de la lumière des projecteurs, et qui passe pour du divertissement et de la "réalité" dans le monde sans pitié que semble être la télévision des temps modernes.

## Distribution

### Acteurs principaux
- Lisa Kudrow (VF : Véronique Alycia) : Valerie Cherish
- Laura Silverman (en) (VF : Véronique Volta) : Jane
- Damian Young (VF : Antoine Tomé) : Mark Berman
- Robert Michael Morris (en) (VF : Olivier Hémon) : Mickey
- Lance Barber (VF : Patrick Gosselin) : Paulie G
- Malin Åkerman (VF : Barbara Beretta) : Juna (invitée saison 2, épisodes 1 et 8)
- Robert Bagnell (VF : Luc Boulad) : Tom Peterman (invité saison 2, épisode 5)

### Acteurs récurrents et invités
- Dan Bucatinsky : Billy Stanton
- James Burrows : Jimmy Burrows
- Bayne Gibby : Gigi Alexander
- Lillian Hurst : Esperanza
- Kellan Lutz : Chris (récurrent saison 1, invité saison 2, épisode 8)

saison 1 seulement
- Kimberly Kevon Williams (arz) : Shayne Thomas
- Jason Olive (en) : Jesse
- John H. Mayer : Wagner Fisk
- Vanessa Marano : Francesca Berman
- Nathan Lee Graham : Peter aka "Peter Darling"
- Maulik Pancholy : Kaveen Kahan
- Amir Talai : Greg Narayan
- Tom Virtue : Eddie

saison 2
- Mark L. Young (en) : Tyler Beck[1]
- Seth Rogen : lui-même[2] (épisodes 3 et 4)

 Source et légende : version française (VF) sur RS Doublage

## Épisodes

### Première saison (2005)
1. Le Pilote (Pilot)
2. Valérie triomphe à la première (Valerie Triumphs at the Upfronts)
3. Valerie se prend un râteau (Valerie Bonds with the Cast)
4. Valerie tombe sur un os (Valerie Stands up for Aunt Sassy)
5. Valerie veut plus de dignité (Valerie Demands Dignity)
6. Valerie sauve l'émission (Valerie Saves the Show)
7. Valerie a son épisode à elle (Valerie Gets a Very Special Episode)
8. Valerie se détend à Palm Spring (Valerie Relaxes in Palm Springs)
9. Valerie traîne avec les petits jeunes (Valerie Hangs with the Cool Kids)
10. Valerie fait la une (Valerie Gets a Magazine Cover)
11. Valerie monte les marches (Valerie Stands Out on the Red Carpet)
12. Valerie se rebiffe (Valerie Shines Under Stress)
13. Valerie fait son talk show (Valerie Does Another Classic Leno)

### Deuxième saison (2014)
Le 5 mai 2014, HBO produit six nouveaux épisodes diffusés depuis le 9 novembre 2014 sur HBO.
1. titre français inconnu (Valerie Makes a Pilot)
2. titre français inconnu (Valerie Tries to Get Yesterday Back)
3. titre français inconnu (Valerie Is Brought to Her Knees)
4. titre français inconnu (Valerie Saves the Show)
5. titre français inconnu (Valerie Is Taken Seriously)
6. titre français inconnu (Valerie Cooks in the Desert)
7. titre français inconnu (Valerie Faces the Critics)
8. titre français inconnu (Valerie Gets What She Really Wants)

### Troisième saison (2026)
La troisième et dernière saison débutera le tournage à l'été 2025, puis sera diffusée en 2026 sur HBO et HBO Max
.